# 志伯健太郎
志伯 健太郎（しはく けんたろう、1975年9月21日 - ）は、日本のクリエイティブディレクター、CMプランナー、コピーライター、プロダクトデザイナー、アーティスト。妻は、アロマセラピストで、元フジテレビアナウンサーの大橋マキ。

## 人物
1975年仙台生まれ。慶應義塾大学大学院修了。在学中2年間、イタリア・ローマ大学建築学部へ政府交換留学生として留学。帰国後、2000年電通入社、クリエイティブ局配属。CMプランナーとして数々のCMや映像を手がける。72andSunny、Wieden+Kennedyを経て2011年、建築家、ファッションデザイナー、社会起業家、アロマセラピストからなるクリエイティブブティックGLIDERを東京と葉山に設立。国内外で培ったクリエイティブ手法と多様なアプローチで、企業や社会の多様な課題に取り組む。国内外での受賞多数。現在、GLIDER代表。

## 受賞歴
カンヌ、アドフェスト、ACC、文化庁メディア芸術大賞、消費者のためになった広告賞、ギャラクシー賞、フジサンケイグループ大賞、TCC新人賞、宣伝会議賞、毎日広告デザイン賞、JRポスターグランプリ、NYADC、他多数。

## 取材
- 日南のマチに惚れた＜初めての寂しさが繋いだ縁＞| thinc Journal
- 日南のマチに惚れた＜初めての寂しさが繋いだ縁＞| thinc Journal

- 日南のマチに惚れた＜成長のための挑戦＞| thinc Journal